# 色德寺
色德寺，位于西藏自治区当雄县纳木湖乡色德村，是一座藏传佛教寺院。

## 简介
2012年，西藏自治区创先争优强基惠民活动驻当雄县色德村工作队（中共拉萨市直机关工委派驻）争取到拉萨市交通局投资兴建色德村色德寺公路。
2012年，该寺的僧人郎卡被评为西藏自治区爱国守法先进僧尼。
2012年，为落实上级有关寺庙僧人生活补贴的文件精神，纳木湖乡为所辖区域内的色德寺的4名僧人发放低保金和帮扶金，合计5840元人民币。